# Pedro Henrique Carvalho Freitas
Pedro Henrique Carvalho Freitas (Barra do Garças, Mato Grosso, 12 de outubro de 1985) é um futebolista brasileiro. Joga na função de goleiro. Atualmente, joga pelo Aparecidense.

## Carreira
Pedro Henrique começou nas categorias de base do Goiás. Na equipe alviverde goiana, atuou na equipe sub-20 de 2004 até 2005, onde disputou a Copa São Paulo de Juniores de 2004, e fez sua estreia no time profissional já no primeiro ano.
Em 2007, foi emprestado à Canedense para disputa do Campeonato Goiano. Logo após foi emprestado ao CRAC, onde ficou de 2008 a 2009.
Em 2009, ainda como atleta do Goiás, foi emprestado ao Ituiutaba, onde disputou oito partidas válidas pelo Campeonato Mineiro.
Volta de empréstimo, e defende as cores do clube esmeraldino de 2010 até 2012.
Em 2013, voltou à Aparecidense por empréstimo. E disputou 30 partidas.
Em 2014 e 2015, atuou por ASA de Arapiraca de Alagoas e pela Aparecidense. Como atleta do ASA foi emprestado ao Capivariano.
Voltou a Aparecidense em 2016. Atuou pelo Goianésia em 2018 e pelo América-GO em 2019.
Em 2021, foi peça importante no acesso da equipe à série C do Campeonato Brasileiro e na conquista do primeiro título nacional da Aparecidense. Quando a equipe sagrou-se campeã da série D do Campeonato Brasileiro de Futebol de 2021. Considerado por muitos como herói do título, o goleiro se destacou nas partidas finais.
Tudo isso devido a boa atuação na decisão do campeonato contra a equipe da Campinense. Onde sobre forte pressão, conseguiu segurar o empate, o que garantiu a vantagem, e levou a equipe da Aparecidense ao título.

## Títulos
- 2012 - Campeão do Campeonato Goiano de Futebol (Goiás)
- 2012 - Campeão do Campeonato Brasileiro - Série B (Goiás)
- 2021 - Campeão do Campeonato Brasileiro - Série D (Aparecidense)

## Campanhas em destaque
- 2012 - Campeão do Campeonato Goiano de Futebol (Goiás)
- 2012 - Campeão do Campeonato Brasileiro - Série B (Goiás)
- 2021 - Campeão do Campeonato Brasileiro - Série D (Aparecidense)

## Prêmios Individuais
- Jogador com mais partidas disputadas pela Aparecidense no Campeonato Goiano de 2017 ao lado do Robert, com 16 partidas.[20]
- Jogador com mais partidas disputadas pela Goianésia no Campeonato Goiano ao lado do Nonato, com 14 partidas.[20]